# Ітіс (торговий центр)

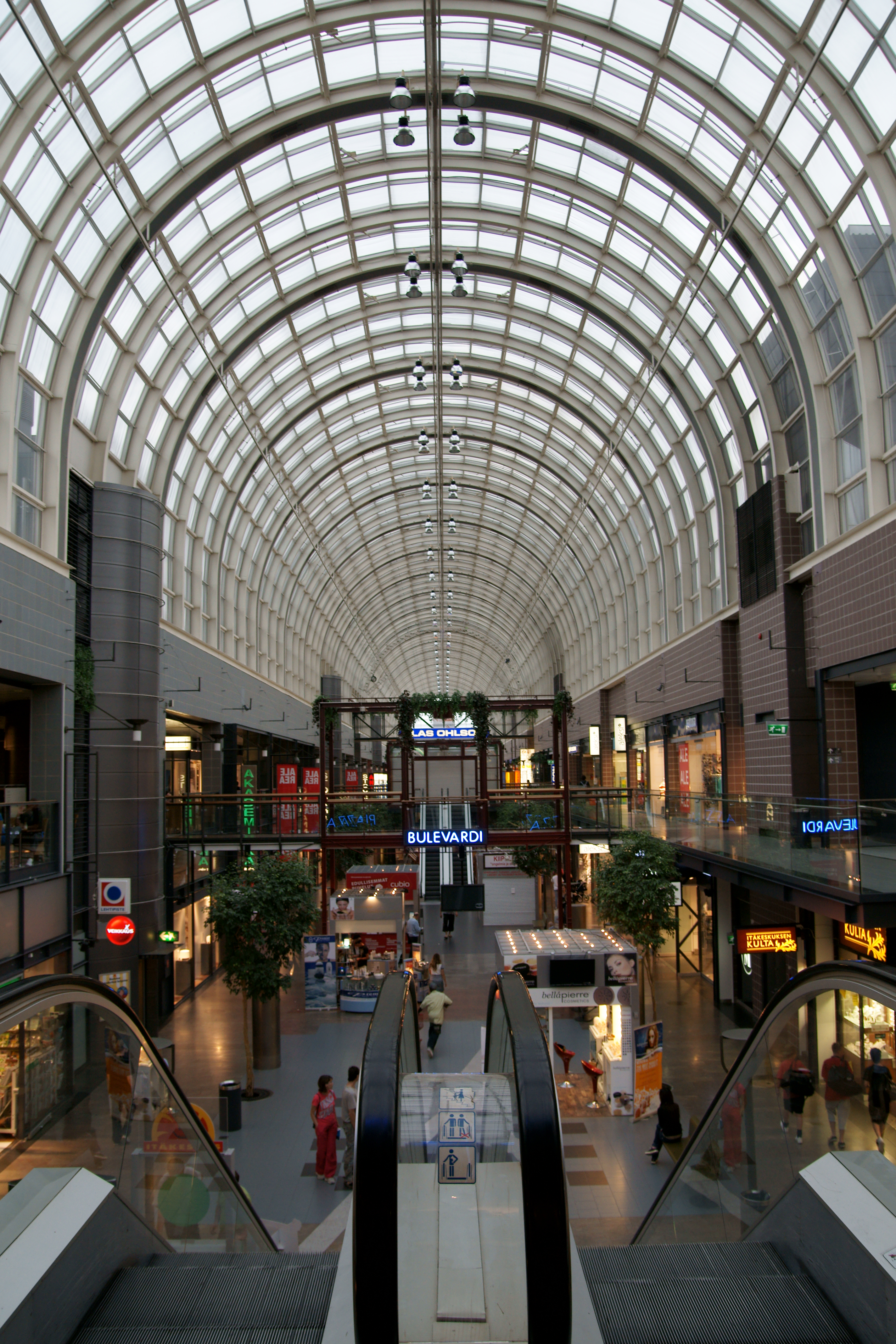
Торговий центр Ітіс — Bulevardi

Ітіс — торговий центр, розташований у кварталі Ітякескус міста Гельсінкі поруч зі станцією метро Ітякескус. Є одним з найбільших торгових центрів у Північній Європі, займає площу близько 96,3 тис. м², включає в себе близько 240 різних крамниць (включаючи близько 30 кав'ярень та ресторанів), а також паркування на 3 тисячі машин. Один з виходів станції метро Ітякескус виходить в цей торговий комплекс.
Торговий центр поділений на 4 секції: Pasaasi, Pikku-Bulevardi, Bulevardi та Piazza. Будівля торгового центру має 5 поверхів. Крамниці займають в основному перші два поверхи, вище розташовуються офіси і парковка. Найбільші крамниці у комплексі: Stockmann, Anttila, і H & M, CUBUS, MR BIG, clasohlson, MANGO, ESPIRIT, Zara, SEPPÄLÄ, Lidl, TARJOUSTALO, SAITURIN PÖRSSI, CITYMARKET, S-MARKET, SUOMALAINEN KIRJAKAUPPA, HALONEN, KAPPAHLI, TOP SPORT, Intersport, STADIUM, K-KENGÄ, R- kioski.
Торговий центр будували в три етапи. Секція Pasaasi була побудована в 1984 році і називалася тоді Itämarket («Східний ринок») і включала в себе 41 крамниць. Новий торговий центр, розширений до 160 крамниць (секції Bulevardi і Pikku-Bulevardi) був побудований в 1992 році. Останнє розширення Piazza було відкрито в 2001 році.